# Rijksdag (Heilige Roomse Rijk)

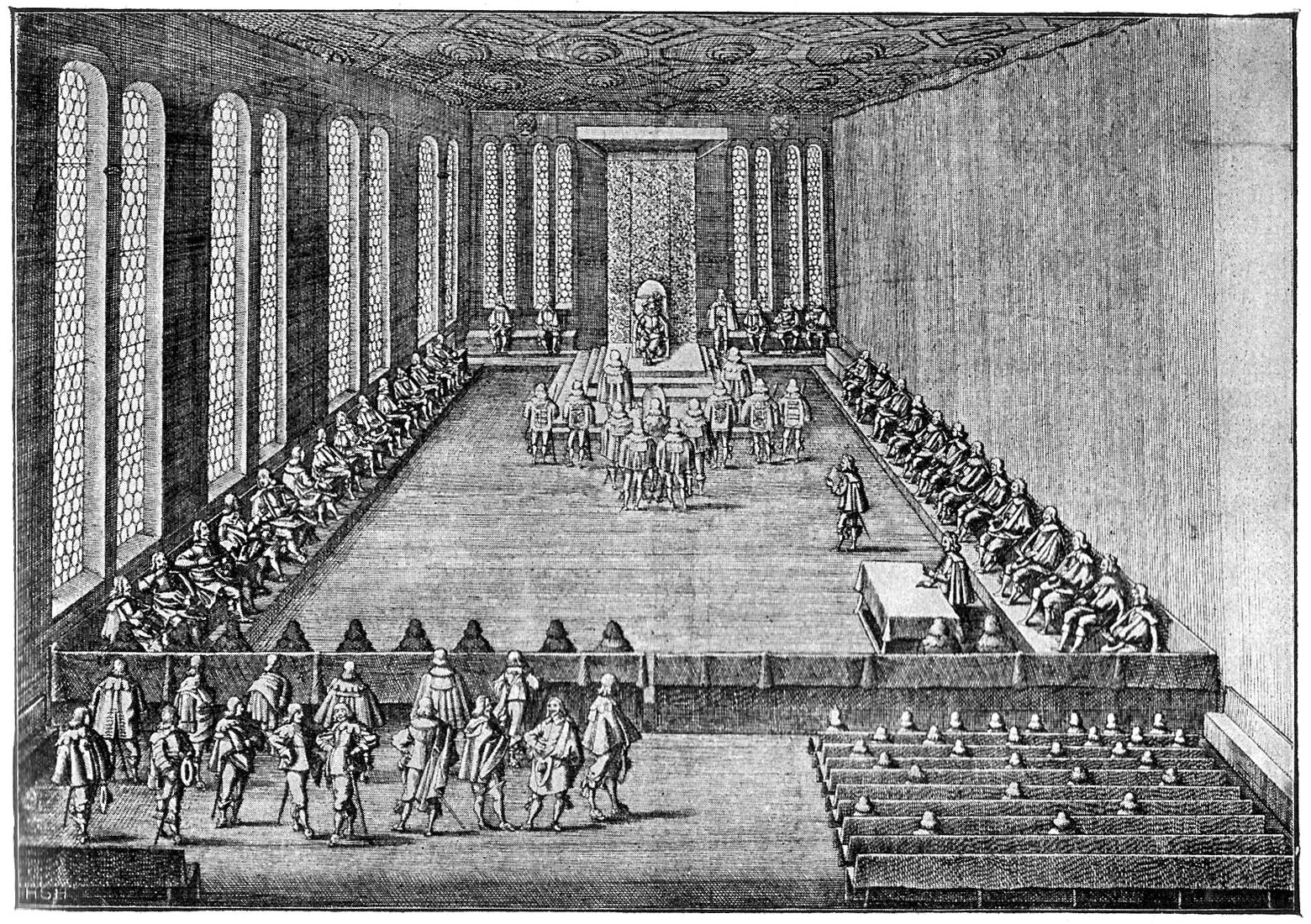
De Rijksdag in 1640

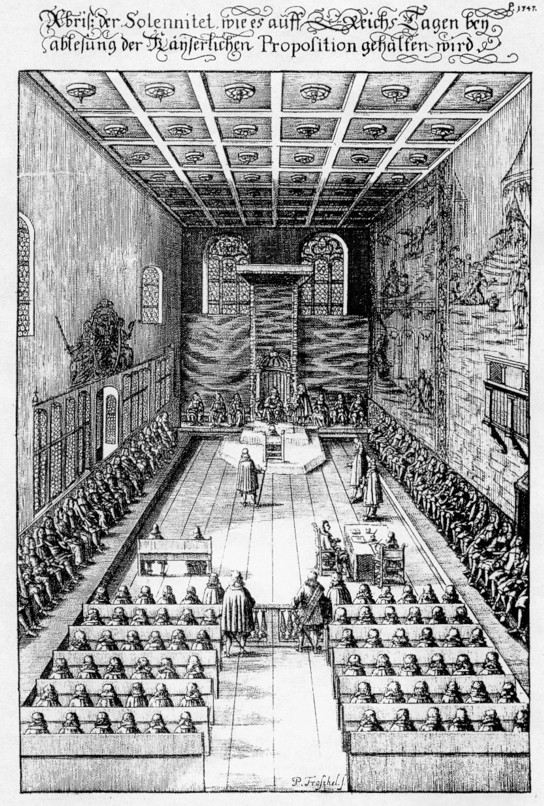
De Rijksdag in 1675: links de bank van de wereldlijke, rechts van de geestelijke vorsten. Op de voorgrond de banken van de rijkssteden, achter de keizer zitten de keurvorsten.

De Rijksdag was in het Heilige Roomse Rijk een vergadering waaraan honderden vorsten, vorst-bisschoppen en vorst-abten of -abdissen deelnamen. Ook de rijksgraven, vrije steden en vertegenwoordigingen van de graven in bepaalde territoria hadden er hun zetel. Omdat zij ook over rijkslenen beschikten, zetelden ook de koningen van Engeland en Zweden in deze vergadering.
De Rijksdag was verdeeld in drie verschillende klassen:
- de Raad van Keurvorsten, die uit de keurvorsten van het Rijk bestond
- de Raad van Vorsten, die uit twee banken bestond:
  - de Seculiere Bank: prinsen (diegenen die de titel van vorst, hertog, aartshertog, graaf of landgraaf bezaten)
  - de Kerkelijke Bank: bisschoppen en bepaalde abten
- de Raad van Rijkssteden, die bestond uit afgevaardigden van de vrijsteden. Deze afgevaardigden waren verdeeld in twee colleges, het College van Zwaben en dat van de Rijn. Elk college had een collectieve stem. Deze raad had niet dezelfde rang als de andere twee, en kon bijvoorbeeld niet stemmen over de toelating van nieuwe gebieden.

Oorspronkelijk werd de Rijksdag door de keizer in een van de rijkssteden bijeengeroepen, daar geopend en ook weer gesloten. De Rijksdag die in 1663 bijeen werd geroepen in Regensburg is echter permanent gebleven tot de sluiting in 1806 bij de opheffing van het Heilige Roomse Rijk.

## Enkele bekende rijksdagen voor 1663
- Rijksdag van Nijmegen (1018)
- Rijksdag van Schwäbisch Hall (1190)
- Rijksdag van Worms (1231)
- Rijksdag van Spiers (1349)
- Rijksdag van Metz (1356)
- Rijksdag van Neurenberg (1356)
- Rijksdag van Neurenberg (1381)
- Rijksdag van Frankfurt (1442)
- Rijksdag van Regensburg (1469)
- Rijksdag van Worms (1495)
- Rijksdag van Augsburg (1500)
- Rijksdag van Worms (1521)
- Rijksdag van Neurenberg (1522)
- Rijksdag van Spiers (1529)
- Rijksdag van Augsburg (1530)
- Rijksdag van Worms (1545)
- Rijksdag van Regensburg (1545)
- Rijksdag van Augsburg (1547)
- Rijksdag van Augsburg (1555)
- Rijksdag van Regensburg (1608)